# Sínleerősítés
A sínleerősítés feladata, hogy vasúti pályában a sínek és az alátámasztó aljak között szilárd, de rugalmas kapcsolatot létesítsen.

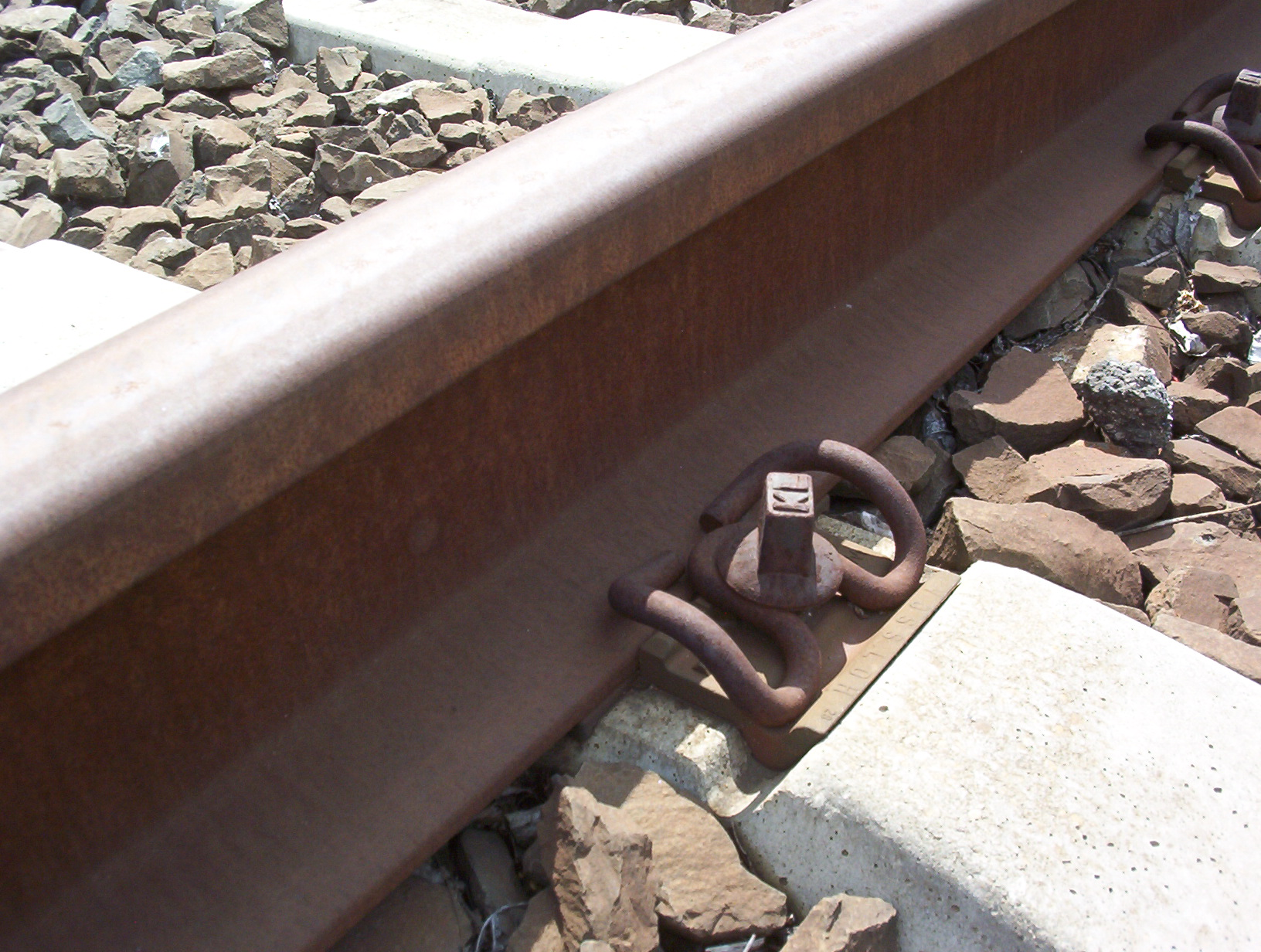
UIC 60 rendszerű sín leerősítése SKL-14 rendszerű szorítóelemmel, "LW" jelű vasbetonaljon

## A sínleerősítések csoportosítása
A leszorítás módja szerint három fő- és több alcsoportba sorolhatóak:
- közvetlen, a sínszeg, rugalmas sínszeg vagy síncsavar a síntalpat közvetlenül erősíti le
  - alátétlemez nélkül, vagy
  - alátétlemez közbeiktatásával
- szétválasztott, az alátétlemez az aljhoz közvetlenül síncsavarokkal, a sín független szorítóelemekkel az alátétlemezekhez van leerősítve
- rugalmas, rugóacélból készült leszorítóelemek rögzítik a sínt az aljakhoz,
  - egyszeresen rugalmasan acélból készült alátétlemez alkalmazása esetén, vagy
  - kettősen rugalmasan, az alj és a sín közé helyezett rugalmas lemez alkalmazása esetén

A sínleereősítés szerepet kaphat a síndőlés biztosításában. A vasúti pálya sínjei a pályasíkhoz képest keresztmetszetben nézve befele döntve helyezkednek el, jellemzően 1:20-hoz arányú dőléssel. (A korszerű, nagy sebességű vasúti pályákban alkalmazott 1:40 arány kedvezőbb sínkorona-kerékabroncs kapcsolatot biztosít.) A síndőlést vagy a felhasznált keresztaljnak, vagy a sínleerősítés részének számító alátétlemeznek kell biztosítania. Emiatt az alátétlemezek két fő csoportra oszthatók:
- Ék alakú alátétlemezek: önmagukban biztosítják a síndőlést, így vízszintes felületű aljakon használhatóak (talpfák, egyes vasbetonalj-típusok).
- Vízszintes alátétlemezek: a síndőlést nem biztosítják, azt a keresztalj (rendszerint vasbetonalj) felületének kell biztosítania.

## Közvetlen sínleerősítés

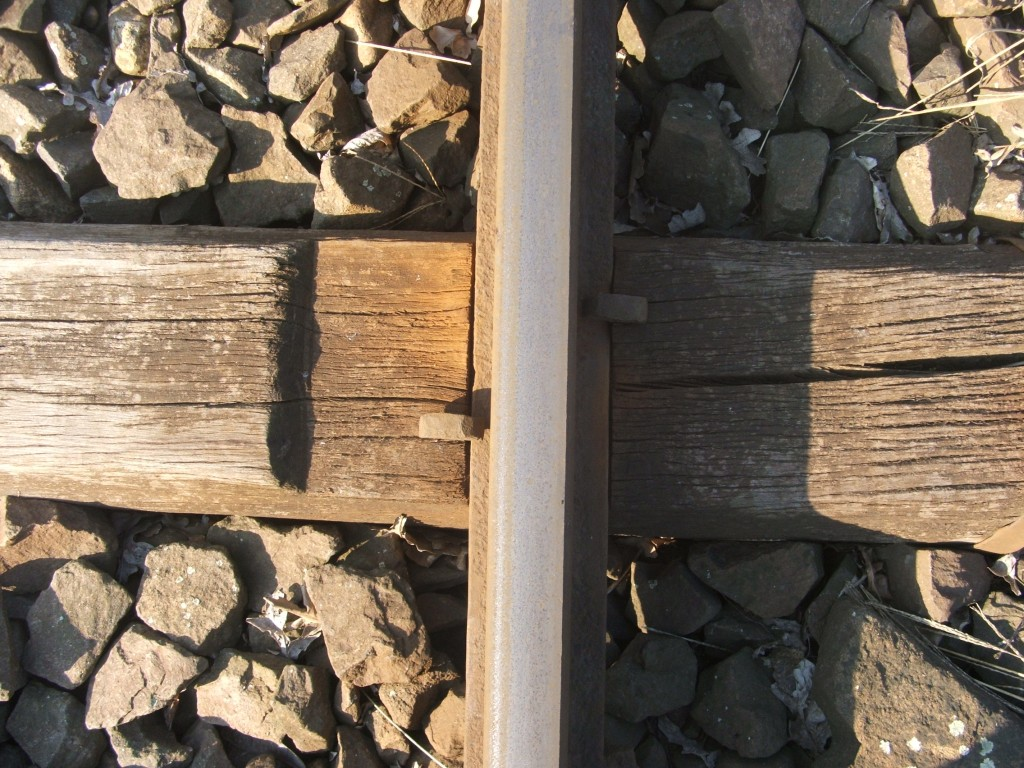
Alátétlemez nélküli sínszeges sínleerősítés

Előnye az olcsóság és egyszerűség, ellenben a régi vasúti pályák sínleerősítését ma már ritkán alkalmazzák. Ugyanis nagy hátránya, hogy a sínek leszorítása hamar meglazul, valamint kis szorítóhatásuk következtében a lekötések nem biztosítják a sínt elfordulás ellen, nem adnak a vágánynak keretmerevséget.

### Sínszeges sínleerősítés
A csak faaljon alkalmazható sínszeges leerősítés Magyarországon szinte már csak keskeny nyomtávolságú vonalakon található. Nagyvasúti vonalakon ma már kuriózumnak számít, a kevés meglévő "i" rendszerű vágányban fordul elő helyenként. Az amerikai vasutakon viszont igen elterjedt még ma is.

### Síncsavaros sínleerősítés
Az állomások mellékvágányaiban és az iparvágányokban még alkalmazzák a síncsavaros közvetlen leerősítést, de szinte minden esetben alátétlemez közbeiktatásával (nyíltlemezes leerősítés), ami kíméli az aljat, továbbá az oldalról ható erőket az alátétlemez bordája veszi fel, egyenletesen elosztva a síncsavarok között. A síncsavaros leerősítésnél alkalmazott 1:20-as dőlést biztosító ékes alátétlemezek vasbetonaljak esetén kétlyukúak, faaljak esetén háromlyukúak, mivel a kis sugarú ívek nagyobb oldalerőiből származó kihúzóerő ellensúlyozására két belső és egy külső síncsavarra van szükség.

A síncsavar feje alul kúpos kiképzésű, ami jól felfekszik a síntalp felső felületének megegyező hajlására. Az 54, 48 és I rendszerű síneket „H” jelű síncsavarral erősítik le.

A síncsavaros leerősítésű vágányokban a hőmérsékletváltozás és fékezőerők hatására fellépő sínvándorlás ellen úgynevezett Oetl-féle sínvándorlást gátló kengyeleket alkalmazzák.

## Szétválasztott sínleerősítés

### Merev szorítóhatású leerősítés
Ezek a leerősítések Európa számos országában, így Magyarországon is az első világháború után terjedtek el, elsősorban fővonalak vágányaiban alkalmazták. A szétválasztott sínleerősítések jól beváltak a növekvő terhelésű és sebességű vasúti pályákon, ahol a közvetlen sínleerősítések már nem feleltek meg.

#### GEO rendszerű leerősítés

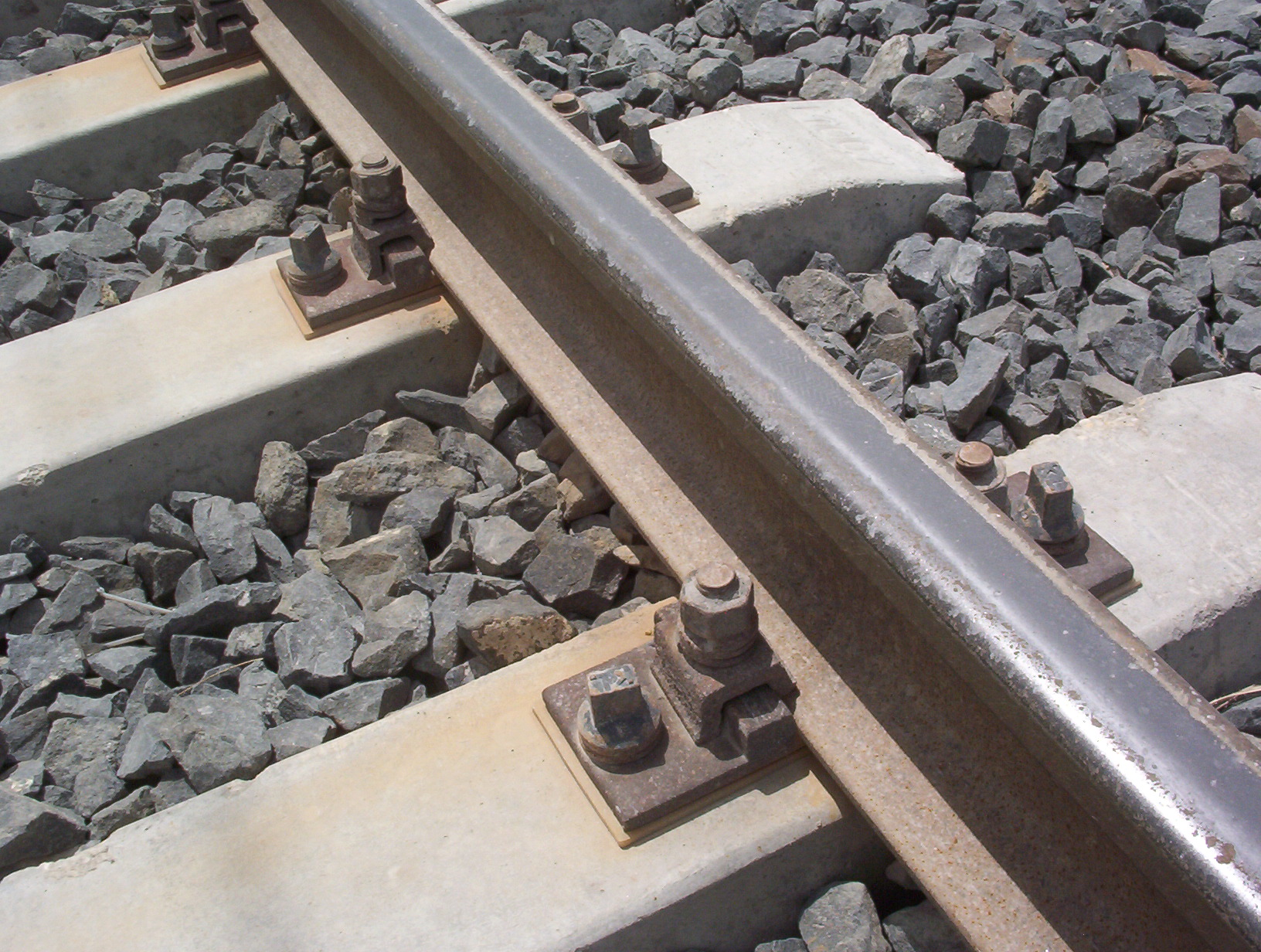
UIC 54 rendszerű sín leerősítése GEO rendszerrel, "LM" jelű vasbetonaljon

A GEO rendszerű (a „Gesellschaft für Eisenbahn Oberbau” rövidítése, külföldön általában „K”- vagy „Fe”-felépítményként ismerik) leerősítést az 1990-es évekig a MÁV elterjedten, elsősorban a fővonalain alkalmazta. Új építésű pályákban, a rugalmas közvetlen sínleerősítések térhódítása következtében, a MÁV napjainkban főképp állomások vonatfogadó vágányaiban és kis sebességű mellék- és iparvágányokban alkalmazza. A magyar fővonalakról kiszorulva folyamatosan terjed a mellékvonalakon, mind fővonali vissznyereményből ritkábban végzett nagyobb átépítések, mind a gyakoribb szórványos aljcserék következtében. Főleg 48 és 54 kg-os sínek leerősítésére használják, néha előfordul "I" (42,8 kg) és "c" (34,5 kg) sínek alatt is.

A sínleerősítés kétbordás alátétlemezből, leszorítócsavarokból (egyéb elnevezése: szár), leszorítólemezekből (egyéb elnevezése: kengyel, köröm) és rugóacélból készült csavarbiztosító gyűrűkből áll. Az alátétlemez bordáinak közepén hornyokat marnak, amelybe a leszorítócsavarok hasonlóan kialakított alsó része illeszkedik, ezek a csavarok szorítják le a sín talpát az alátétlemezhez a leszorítólemezek segítségével. A csavarbiztosító gyűrűk (úgynevezett Grower-gyűrűk) akadályozzák a csavaranyák lazulását, valamint bizonyos rugalmasságot ad a sínleerősítésnek. Az alátétlemezt laposvállú síncsavarok rögzítik az aljhoz, faaljon és a korai vasbetonaljakon négy-négy darab kis átmérőjű, „V” vagy „T” jelű síncsavarral, az újabb vasbetonaljakon kettő-kettő darab nagyobb átmérőjű,”KH” vagy „KL” jelű síncsavarral, melyek alá kettős csavarbiztosító gyűrűt helyeznek. A leerősítés rugalmasságának további növelése érdekében az alj és az alátétlemez, ritkábban az alátétlemez és a síntalp közé 5 mm vastag (polietilén) műanyaglemezt helyeznek.

A geó rendszerű sínleerősítés előnye, hogy a megfelelően meghúzott leszorítócsavarok jelentős szorítóerőt eredményeznek, így a leerősítés már önmagában is sínvándorlásgátló. A nagyméretű alátétlemez kíméli az aljat, a két erőteljes borda a síntalpakról átadódó oldalerőket jól átveszi és elosztja, a vágány keretmerevsége megfelelő. A sínleerősítés síncserénél könnyen oldható és köthető, a szorítócsavar meghibásodása esetén felülről cserélhető.

### Szorítórugós leerősítés
A geó rendszerű sínleerősítés nagy hátránya, hogy a beépített rugalmas elemek ellenére túlságosan merev. A leszorítás ellenőrzése, a csavaranyák rendszeres utánhúzása és a törött csavarbiztosító gyűrűk cseréje jelentős munkát igényelnek, ezért a merev szorítólemezt és a törékeny gyűrűt rugóacélból készült, speciális alakú szorítórugókkal váltották fel. A sínleerősítés többi elemét megtartva egyenletes szorítóerőt és nagyobb függőleges rugalmasságot értek el. A MÁV a GEO-s rendszerű rögzítések rugalmasabbá tételéhez a Német Vasutak által használt SKL-2, (a „Spannklemme”, magyarul „szorítórugó” rövidítése) valamint a lényegesen kedvezőbb tulajdonságú SKL-3 típusú szorítóelemeket alkalmazza.

#### SKL-2 rendszerű leerősítés
A MÁV az 1980-as évek első feléig alkalmazta. A szorítórugón gyárilag rásajtolt nyomólap van, a szorítócsavar a geónál alkalmazottnál rövidebb.

#### SKL-3 rendszerű leerősítés
A szorítórugó térgörbe alakú, a szorítócsavar a feszülésmentes beépíthetőség miatt speciális kiképzésű.

### Önzáró szorítórugós leerősítés
A merev szorítóhatású leerősítések egy másik korszerűsítési módja, ha olyan szorítórugókat alkalmaznak, amelyek leszorítócsavarok nélkül, önzáródóan erősítik a sínt az alátétlemezhez. Ezek a leerősítések ugyan kiküszöbölik a leszorítócsavar lazulásából adódó szorítóerő veszteséget, azonban sínvándorlásgátló hatásuk elmarad a merev szorítóhatású leerősítésekkel szemben. A szorítórugók fel- és leszerelése egyszerű, fenntartást nem igényelnek, viszont rendkívül érzékenyek a mérettűrésekre. Magyarországon az ilyen típusú leerősítések nem terjedtek el.

## Rugalmas sínleerősítés
A síntalp lazulásmentes leszorítására alkalmazott megoldások a rugalmas sínleerősítések, amelyek leszorítóelemei rugóacélból készültek.

### Rugalmas közvetlen leerősítés
A kezdetekben használt rugalmas sínszegeket csak faaljon alkalmazták. Az előfúrt lyukba a sínszeget verőfejjel hajtották be, úgy, hogy túlveréssel rugalmas leszorítóerő is keletkezett. Terhelés hatására a rugalmas sínszeg követte a lesüllyedt síntalpat, a leszorítóerő csak bizonyos mértékben csökkent. Magyarországon több kísérleti szakaszt is fektettek, ám azok eredménytelensége miatt a rugalmas sínszeges leerősítést tömegesen sohasem alkalmazták.

A Magyarországon kísérleti jelleggel kipróbált típusok:
- Rüping-féle egyszerű rugalmas sínszeg
- Rüping-féle ferde fejű rugalmas sínszeg
- Szigma rugalmas sínszeg
- I-Flex rendszerű rugalmas sínszeg
- Macbeth-féle kettős sínszeg

### Alátétlemez nélküli szorítórugós leerősítés
A feszített vasbetonaljak megjelenésével és a beton szilárdsági jellemzőinek növekedésével elhagyhatóvá vált a nagy alapterületű teherelosztó alátétlemez. Az új fejlesztésű sínleerősítés típusok jellegzetessége, hogy a sínt csavarral lefogott rugó szorítja az aljhoz. A sín talpa és az alj felső felülete közé beépített rugalmas lemez tovább növeli a rugalmasságot.

#### RN, RS leerősítés
A Francia Vasutak által kifejlesztett RN jelű rugalmas leerősítésének lényege a kettősen, speciálisan meggörbített rugóacél szorítólemez. A lemez felső része két pontban leszorítja, az alsó része oldalirányban támasztja a sín talpát, a lemez külső oldala a betonaljban kialakított horonyban támaszkodik fel. A szorítólemezt, az aljba előre behajtott menetes száron, alátétgyűrűvel, egy csavaranya szorítja le. A sín talpa alá rovátkolt gumilemezt helyeztek, így a leerősítés kettősen rugalmasan viselkedett. Az RS jelű leerősítés hasonló az előbb ismertetett RN jelűhöz, azonban annak, a francia vasutakon elterjedten alkalmazott, kétblokkos vasbetonaljon használt változata.

#### Nabla leerősítés
A szintén francia fejlesztésű leerősítésnél a sínleszorítás egy felfelé domborított acéllemezzel, műanyagbetét közvetítésével történik.

#### SKL-1, SKL-8, SKL-12, SKL-14, SKL-15, SKL-19 leerősítés
A Német Vasutak által kifejlesztett, a Vossloh cég által gyártott kör keresztmetszetű rugós leerősítésnél a sín leszorítását különféle alakú szorítórugók biztosítják. Alátétlemez helyett a sín talpát a betonaljban gyárilag kialakított, szabványos 1:40-es síndőlésű geometriájú vályúba illeszkedő, nagy teherbírású és lágy anyagú, nyomtávtartó közbetét támasztja meg, amely egyúttal a szorítórugó menetét is magában foglalja. A sínt a szorítórugókon keresztül síncsavar erősíti le. A SKL-1, SKL-14 és SKL-8 típusok között szerkezeti különbség nincs, a szorítórugó alakja és rugódiagramja tér el. (A magyar fővonalak felújításainál tömegesen alkalmazzák.)

#### Pandrol Fastclip FE leerősítés
Az Angol Vasutak kedvező rugóhatású, szerkezetileg kevés elemből álló sínleerősítése.

## Folyamatosan beágyazott sín
Az 1970-es évek közepén, a Holland Vasutak által kifejlesztett Edilon típusú felépítményrendszer jellemzője a sínszál acél vagy vasbeton szerkezetű vályúba történő szilárd, de rugalmas, speciális anyaggal kitöltött folyamatos beágyazása. A rendszer jó zaj- és rezgéscsillapító tulajdonságokkal rendelkezik, ezért elsősorban nagy forgalmú városi villamosvasutakon és a nagyvasutak lakott területek mellett fekvő hidjain, valamint útátjárókban alkalmazzák. A rendszer további előnye az időjárási hatásokkal és az amortizációval szembeni hatékony ellenállás, ebből adódóan a hosszú élettartam és a minimális fenntartási igény.